# 大人になったヤングケアラー 〜本当に聴きたかった声〜
『大人になったヤングケアラー 〜本当に聴きたかった声〜』（おとなになったヤングケアラー 〜ほんとうにききたかったこえ〜）は、2024年に公開されたドキュメンタリー作品。
“ヤングケアラー”の体験談や成人後の生活の実態を記録したドキュメンタリー動画で、本作品は競輪とオートレースの総括団体JKAの補助事業補助金により制作された。
監督は米田愛子（こめだ あいこ）。大阪芸術大学 映像学科卒。在学中に原一男監督、小林佐智子プロデューサーの指導を受ける。監督自身も元ヤングケアラーで機能不全家族という背景がある。
2025年2月23日、SHIBUYA QWS（東京都渋谷区渋谷2－24－12 渋谷スクランブルスクエア15階）にて、制作発表フォーラムを開催。全国の自治体や福祉団体などに上映活動を行う。

## 出演者
やぶ うちゅう（元ヤングケアラー）
漫画家であり放課後等デイサービスでも働いている。5人家族の長女。暴力的な父と精神的に不安定な母、２人の妹がいる家庭。児童相談所に保護された経験もある。
山本 かおり（元ヤングケアラー）
5人家族の長女。父親は病で他界。母親には知的障害があり、兄には発達障害と知的障害がある。生活保護を受給していた時期もある。中学卒業後から家族を養うために働く。
やました（仮名）（元ヤングケアラー）
6人家族の末っ子。長女には知的障害があり、やました自身はきょうだい児でもあった。母親は時々失踪する家庭で、父親とは共依存の関係。福祉施設で働きながらきょうだい児の居場所も運営している。
阿久津 美栄子
特定非営利活動法人UPTREE 代表理事
大熊 雅士
東京都小金井市教育委員会 教育長

## スタッフ
- 監督 - 米田愛子
- プロデュース - NPO法人UPTREE
- 撮影 - 米田愛子
- 編集 - 米田愛子
- スチール - 阿久津 美栄子
- 企画・製作 - NPO法人UPTREE